# Сокуренко Роман Олександрович
Рома́н Олекса́ндрович Соку́ренко (18 січня 1983 — 23 вересня 2014) — молодший сержант патрульної служби міліції особливого призначення батальйону «Азов».

## Життєвий шлях
Народився 1983 року в місті Новоукраїнка (Кіровоградська область). 1985 року батьки розвелися, Роман з матір'ю переїхав до Корсуня-Шевченківського. 1999 року закінчив Корсунь-Шевченковську ЗОШ № 1, в кіровоградській філії Кіровоградського професійно-технічного училища підготовки робочих кадрів здобув спеціальність зварювальника. В 2001—2002 роках проходив строкову військову службу у 20-му рухомому пункті управління Генерального Штабу ЗСУ. По демобілізації працював за спеціальністю.
Займався спортом — греко-римською боротьбою, легкою атлетикою, грав у складі футбольних команд «Максимір», «Спортінг-Корсунь». Здобув звання чемпіона першої ліги Корсунь-Шевченківського району з міні-футболу, сезону 2012—2013 років.
Активний учасник Революції Гідності, корсунь-шевченківська самооборона.
Боєць батальйону спецпризначення «Азов», брав участь від самого початку.
Поранений 10 серпня в бою за визволення міста Іловайськ, рятуючи свого командира. Андрій Дрьомін-«Світляк» та Микола Березовий-«Береза» у тому бою загинули.
Переніс десятки операцій у Дніпропетровській лікарні ім. І. Мечникова, Національному інституті хірургії та трансплантології ім. О. Шалімова. Був відправлений на лікування до Німеччини 3 вересня — з іще 19 пораненими бійцями.
Помер у госпіталі Бундесверу міста Ульм.
Похований у місті Корсунь-Шевченківський.
Без сина лишилась мама Тетяна Перетятько.

## Нагороди та вшанування
За особисту мужність і героїзм, виявлені у захисті державного суверенітету та територіальної цілісності України, вірність військовій присязі під час російсько-української війни, відзначений — нагороджений
- 14 серпня 2014 року — медаллю «За військову службу Україні»[1]
- Почесною відзнакою «За заслуги перед Черкащиною» (посмертно)
- Ім'я Романа занесено до Книги памя'ті загиблих працівників Управління МВС України в Черкаській області та увічнено на обеліску загиблим міліціонерам
- Іловайський Хрест (посмертно)
- На честь Романа Сокуренка названа вулиця в місті Корсунь-Шевченківський[2]
- Його портрет розміщений на меморіалі «Стіна пам'яті полеглих за Україну» у Києві: секція 4, ряд 8, місце 18